# Nuclear Science and Engineering
Die Nuclear Science and Engineering und die Атомная энергия (Atomnaja energija), beide erstmals im Jahr 1956 veröffentlicht, sind die beiden ältesten Fachzeitschriften auf ihrem Gebiet. Die Zeitschrift, zunächst unter dem vollständigen Titel Nuclear science and engineering / American Nuclear Society, später unter Nuclear science and engineering: the international research journal of the American Nuclear Society  erschienen, bezeichnet sich als führende Informationsquelle für Grundlagen- und angewandte Forschung in allen wissenschaftlichen Bereichen, die im Zusammenhang mit der friedlichen Nutzung der Kernenergie zum Nutzen aller stehen. Es werden technische Artikel, kurze technische Hinweise, kritische Übersichtsartikel, schnelle Mitteilungen, Buchbesprechungen und Briefe an den Herausgeber veröffentlicht.
Die bibliometrische Bewertungsgröße Impact Factor für diese Zeitschrift hatte folgende Werte: 1,060  (2018), der Fünfjahres-Impact-Factor 0,954 (2018) Zitate pro Artikel.

## Konzeption der Zeitschrift
Im Einzelnen werden vom Verlag selbst folgende Fachgebiete genannt, für die die Zeitschrift relevant ist:
- Grundlegende Physik, sofern sie nukleare Systeme betrifft
- Theoretische Physik
- Strahlenphysik
- Reaktorphysik
- Nukleare Kritikalität
- Nukleare Daten und Kernreaktionen
- Neutronentransport
- Analyse und Modellierung des Reaktorkerns
- Unsicherheitsanalyse
- Reaktor- und Brennstoffoptimierung
- Transientenanalysis
- Fluiddynamik / Mehrphasenströmung
- Wärmeübertragung
- Spaltproduktausbeute
- Abfallprodukte
- Abbrand von Kernbrennstoffen

Die Zeitschrift deckt damit einen Teil der Themen der Zeitschrift Атомная энергия (Atomnaja energija) ab.

## Formate der Artikel
Es werden sechs Formate von Beiträgen zur Zeitschrift unterschieden, die bereits namentlich genannt wurden. Damit ist im Einzelnen folgendes gemeint:
- Ein technischer Artikel (technical paper) ist ein originaler Beitrag zum Wissensgebiet.

- Ein technischer Hinweis oder eine technische Anmerkung (technical notes) beschreibt vorläufige Ergebnisse oder begrenzte Erweiterungen zuvor veröffentlichter Arbeiten.

- Ein kritischer Übersichtsartikel (critical review) kombiniert einen aktuellen Überblick über ein Fachgebiet mit einer umfassenden Literaturübersicht, um den Stand der Technik kritisch zu bewerten, fügt dem Gebiet jedoch nicht unbedingt neues Wissen hinzu.

- Eine schnelle Kommunikation (Rapid communication) ermöglicht eine schnelle Veröffentlichung innovativer Arbeiten von hohem und unmittelbarem Interesse für die Leserschaft der Zeitschrift, und zwar nach einer beschleunigten Überprüfung und Verarbeitung.

- Eine Buchbesprechung (Book review) gibt einen Überblick über ein kürzlich veröffentlichtes fachspezifisches Buch, einschließlich einer kurzen Zusammenfassung und einer Einschätzung (Bewertung) für die Community.

- Ein Brief an den Herausgeber (Letter to the editor) bietet ein schnelles Medium für Kommentare zu redaktionellen Richtlinien und für Diskussionen über den Inhalt anderer Beiträge.

## Indexierung
Die Zeitschrift Nuclear Science and Engineering wird in folgenden bibliographischen Datenbanken und Zitationsdatenbanken indexiert (Auswahl):
- Chemical Abstracts Service
- Current Contents
- Web of Science
- Ei Compendex
- INIS Collection Search (International Nuclear Information System)
- Science Citation Index
- SCOPUS

Die sog. Titelinformationen der Zeitschrift und die wissenschaftlichen Bibliotheken in Deutschland und Österreich, in denen die Zeitschrift vorhanden ist, können in der Zeitschriftendatenbank (ZDB)  nachgeschlagen werden.